# Kevin Loughery
Kevin Michael Loughery (ur. 28 marca 1940 w Nowym Jorku) – amerykański koszykarz, występujący na pozycjach rozgrywającego oraz rzucającego obrońcy, po zakończeniu kariery zawodniczej trener koszykarski.

## Osiągnięcia
NCAA
- Wicemistrz turnieju NIT (1962)[1]

NBA
- Finalista NBA (1971)[2]

Trenerskie
- 2-krotny mistrz ABA (1974, 1976)
- Trener drużyny debiutantów podczas NBA Rookie Challenge (2001)
- 2-krotny trener drużyn podczas ABA All-Star Game (1975, 1976)